# Bizcocho de soletilla

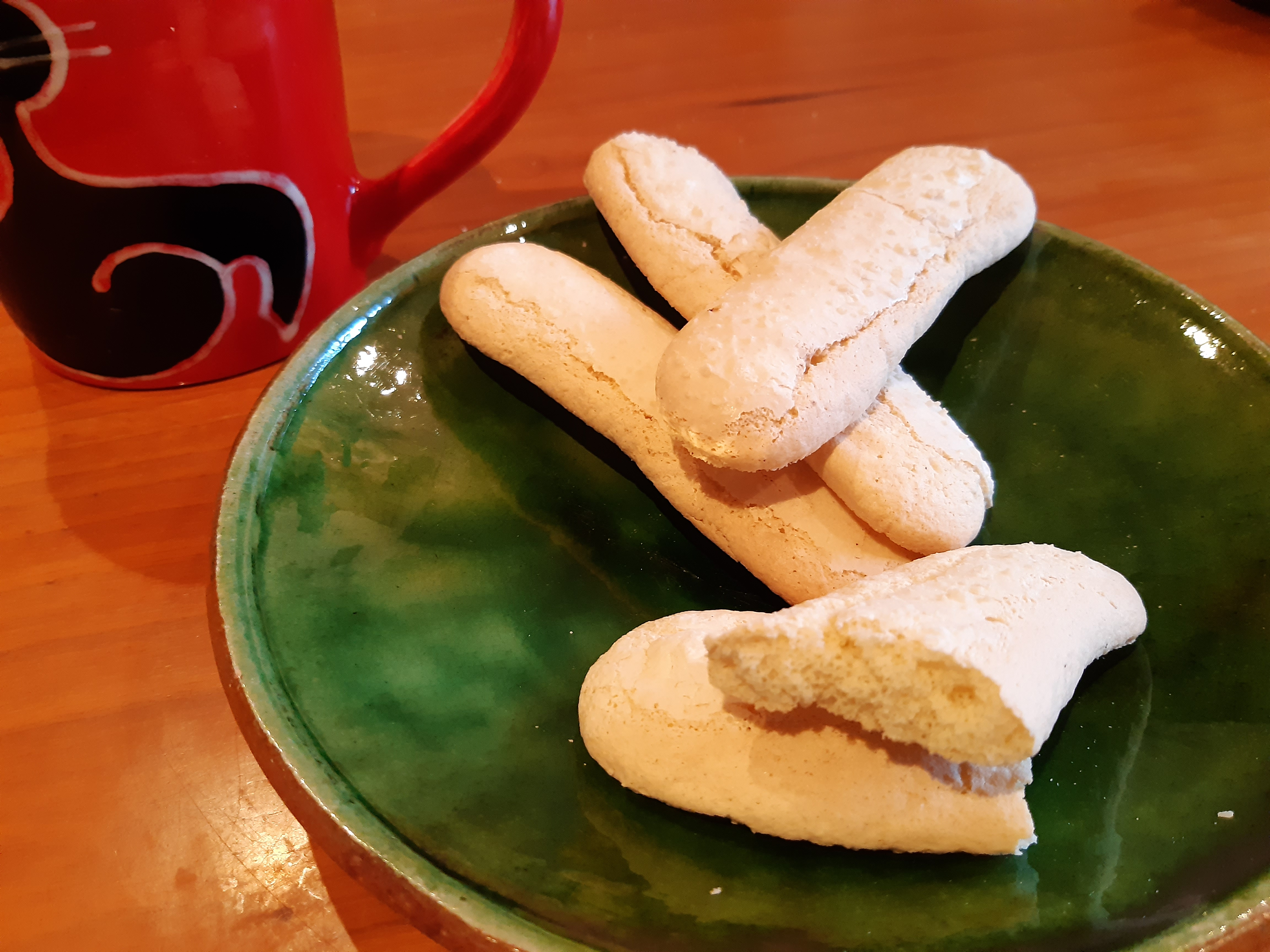
Bizcochos de soletilla listos para ser merendados.

El bizcocho de soletilla (también conocidas como vainillas, suspiros, melindros) es un tipo de bizcocho dulce, ligero, muy esponjoso, y con forma alargada, aplanada y con los extremos redondeados. Tiene numerosas denominaciones según los países donde se elaboran y consumen. Este tipo de dulce suele ser la base de otras preparaciones de repostería, como el tiramisú y la carlota.

## Características
Los bizcochos de soletilla se elaboran con una masa de bizcocho muy ligera sin levadura, en la que se han montado las claras a punto de nieve para incorporar la mayor cantidad de aire posible. Esta masa se conoce como genovesa. La receta tradicional lleva como ingredientes principales huevo (alrededor del 30% de la masa), harina de trigo y azúcar; y en ocasiones se perfuma con vainilla, ralladura de limón o miel. Es habitual también cubrir la cara superior con una fina capa de azúcar glas. La mezcla de ingredientes se trabaja buscando una emulsión, dándole forma con ayuda de una manga pastelera. Los bizcochos obtenidos después del horneado tienen una forma ancha y aplanada, frescos y esponjosos por dentro y ligeramente tostados por fuera. Suele medir unos 10 centímetros de largo por 4 o 5 de ancho, así como un grosor de un centímetro aproximadamente.

## Usos
Por su consistencia esponjosa los bizcochos de soletilla absorben fácílmente los líquidos sin deformarse por lo que son ideales para mojar. En España, como en muchos otros países, se consumen tradicionalmente en la merienda para acompañar un chocolate caliente o un café.
Hoy en día son conocidos por su uso más común en la elaboración del tiramisú, donde son remojados en un fuerte espresso y mezclados con una crema dulce de mascarpone, formando así uno de los postres más típicos de la cocina italiana. En la repostería francesa los bizcochos de soletilla se pueden utilizar como base del pastel llamado carlota.

## Historia

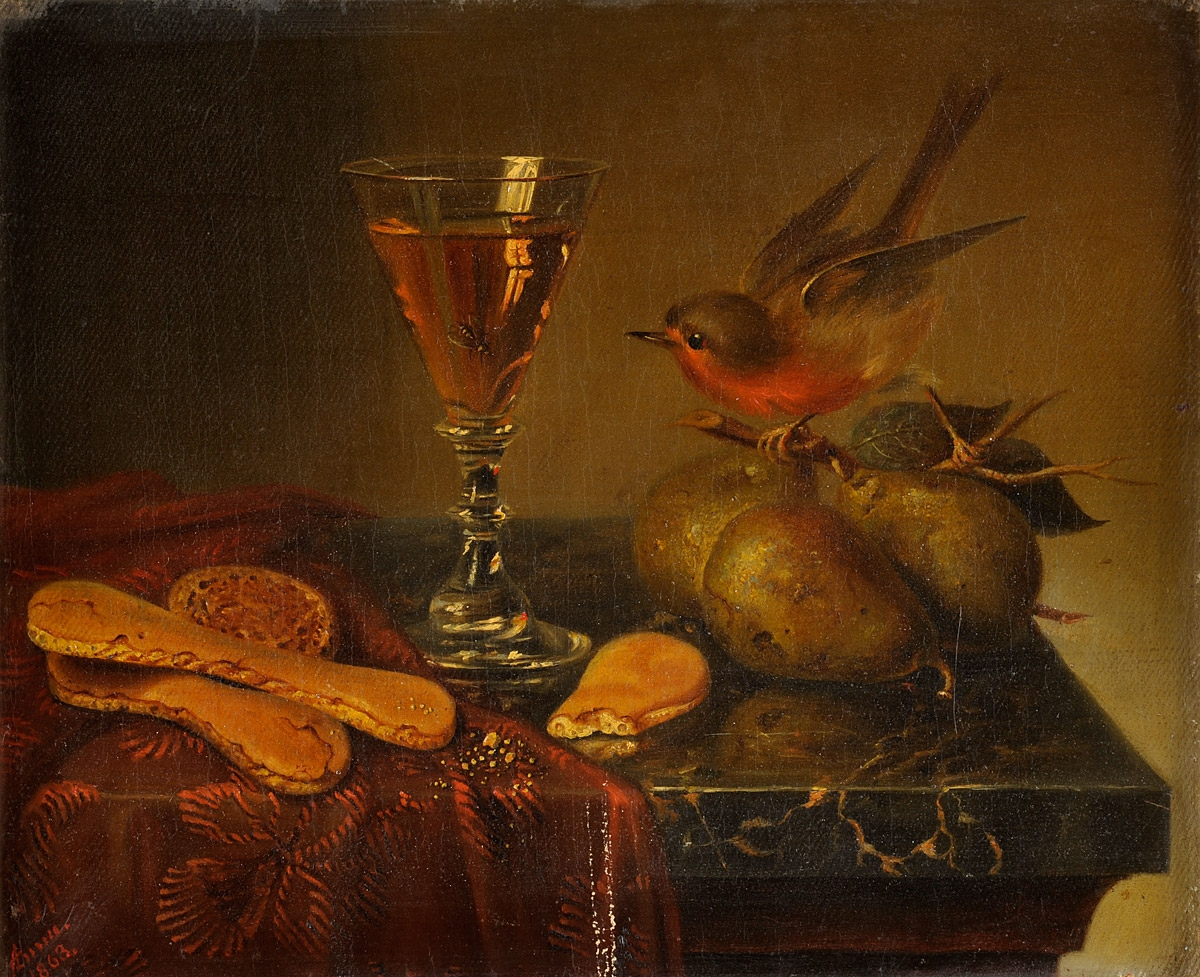
Cuadro anónimo alemán de 1863 con unos bizcochos de soletilla, una copa de vino y un petirrojo.

De origen de la Saboya, los bizcochos de soletilla se llamaban originariamente biscuit à la cuillère debido a que se colocaba la masa con una cuchara antes de ser horneada, y se considera que fueron inventados a finales del siglo XV en la corte del Duque de Saboya y fueron creados para la ocasión de la visita del emperador del Sacro Imperio Romano Germánico. Posteriormente, Charles Maurice de Talleyrand, el ministro de Asuntos exteriores de Napoleón, pidió al pastelero Antonin Careme que alargara los bizcochos para poderlos mojar en su vaso de madera, dando lugar a la forma alargada actual.

## Otros nombres

### América
- En Argentina y Paraguay se les llama vainillas, debido a que se suele utilizar vainilla para darles sabor.[5][6]
- En República Dominicana las conocen como tostadas, y son la base de un postre popular denominado dulce frío.[7]
- En Chile se les denomina galletas de champaña.[8]
- En México son llamadas soletas.[9]
- En Ecuador, Perú y se conocen como biscotelas.
- En El Salvador se llaman suspiros.[10]
- En Guatemala se conocen como chiqueadores.[11]
- En Colombia también se les conoce como lenguas.
- En Costa Rica se les conoce como dedos de señora.
- En Uruguay, Venezuela y otros países de Latinoamérica se les denomina plantillas.[12]
- En Brasil: bolacha o biscoito champagne (galletas de champán).

### Europa
- En España: bizcochos de soleta o de soletilla, nombre que recibe por su parecido con la forma de una suela de zapato.[13] En la zona de Levante se llaman melindros.[14]
- En Francia son llamados biscuits à la cuillère (bizcochos de cuchara) o boudoirs (pronunciado [bu'dwaʁ]).[15]
- En Rusia: Damskiye palchiki (dedos de dama)
- En el Reino Unido: lady fingers, sponge-fingers, boudoir fingers, boudoir biscuits o baby biscuits
- En Eslovenia: bebi piškoti (galletas de bebé)
- En Alemania y en la Suiza alemana: Löffelbiskuits/Löffelbiskuite (bizcochos de cuchara)
- En los Países Bajos: lange vingers (dedos largos)
- En Austria: Biskotte
- En Bulgaria: Bishkoti
- En Italia son conocidos como savoiardi, y tienen tradición en el centro de Sardeña
- En Portugal: Palitos la Reine (varitas de la reina)
- En Rumania son llamadas pișcoturi

### Resto del mundo
- Turquía: kedi dili (lengua de gato)
- Sudáfrica: Boudoir biscuits (galletas de boudoir)